# بخش فیرفیلد (شهرستان هایلند، اوهایو)
بخش فیرفیلد (به انگلیسی: Fairfield Township) یک منطقهٔ مسکونی در ایالات متحده آمریکا است که در شهرستان هایلند، اوهایو واقع شده‌است.
 بخش فیرفیلد ۱۰۲٫۸۳ کیلومتر مربع مساحت و ۳٬۷۶۴ نفر جمعیت دارد و ۲۹۹ متر بالاتر از سطح دریا واقع شده‌است.